# Temporada 1976 del Campeonato Mundial de Resistencia

## Carreras
| 6 Horas de Mugello 21/03/1976 Circuito de Mugello        | 6 Horas de Mugello 21/03/1976 Circuito de Mugello | 6 Horas de Mugello 21/03/1976 Circuito de Mugello | 6 Horas de Mugello 21/03/1976 Circuito de Mugello | 6 Horas de Mugello 21/03/1976 Circuito de Mugello | 6 Horas de Mugello 21/03/1976 Circuito de Mugello |
| Pos                                                      | N°                                                | Piloto                                            | Auto                                              | Equipo                                            | Clase                                             |
| -------------------------------------------------------- | ------------------------------------------------- | ------------------------------------------------- | ------------------------------------------------- | ------------------------------------------------- | ------------------------------------------------- |
| 1°                                                       | 4                                                 | Mass / Ickx                                       | Porsche 935                                       | Martini Racing                                    | Gr.5                                              |
| 2°                                                       | 5                                                 | Wollek / Heyer                                    | Porsche 935                                       | Porsche Kremer Racing                             | Gr.5                                              |
| 3°                                                       | 7                                                 | Kinnunen / Evertz                                 | Porsche 934                                       | Egon Evertz Solingen                              | GT                                                |
| 4°                                                       | 23                                                | Jöst / Barth / Bartels                            | Porsche Carrera RSR                               | Joest Racing                                      | Gr.5                                              |
| 5°                                                       | 22                                                | Leim / Simonsen                                   | Porsche Carrera RSR                               | Kenneth Leim                                      | Gr.5                                              |
| 6°                                                       | 18                                                | Schenken / Stommelen                              | Porsche 934                                       | Gelo Racing                                       | GT                                                |
| 7°                                                       | 9                                                 | Lepri / Gottifredi / Capra                        | Porsche 934                                       | Gabriele Gottifredi                               | GT                                                |
| 8°                                                       | 2                                                 | Fitzpatrick / Walkinshaw                          | BMW 3.5 CSL                                       | Hermetite BMW                                     | Gr.5                                              |
| 9°                                                       | 34                                                | Dona / Grano / Finotto                            | Ford Escort RS 2000 BDG                           | Jolly Club                                        | Gr.5                                              |
| 10°                                                      | 3                                                 | Posey / Grohs                                     | BMW 3.5 CSL                                       | BMW Faltz Alpina Essen                            | Gr.5                                              |
| 11°                                                      | 33                                                | Nappi / Ricci                                     | BMW 2002 TII                                      | Ciro Nappi                                        | Gr.5                                              |
| 12°                                                      | 31                                                | Caliceti / Brunner                                | Alpine A110 1600 Renault                          | Giada Auto                                        | Gr.5                                              |
| 13°                                                      | 37                                                | Ghislotti / Camathias                             | Alfa Romeo GTV                                    | Citta dei Mille                                   | Gr.5                                              |
| 14°                                                      | 1                                                 | Quester / Krebs / Redman                          | BMW 3.5 CSL                                       | Schnitzer                                         | Gr.5                                              |
| 15°                                                      | 36                                                | Ruoso / de Leonibus                               | Ford Escort                                       | Mario Ruoso                                       | Gr.5                                              |
| 16°                                                      | 24                                                | Facetti / Paleari / Ricci                         | Lancia Stratos                                    | Jolly Club                                        | GT                                                |
| 17°                                                      | 42                                                | Turizio / Giorgio / Nappi                         | Ford Escort                                       | Cosimo Turizio                                    | Gr.5                                              |
| 18°                                                      | 19                                                | Hezemans / Schickentanz                           | Porsche 934                                       | Gelo Racing/Tebernum                              | GT                                                |
| 19°                                                      | 16                                                | Graham / Wisell / Merzario                        | Chevrolet Camaro Z28                              | Zip-Up Racing                                     | T                                                 |
| 20°                                                      | 15                                                | Merzario / Tobiasson / Graham                     | Chevrolet Camaro Z28                              | Zip-Up Racing                                     | ser.T                                             |
| 21°                                                      | 32                                                | Grano / Finotto / Zorzi                           | Ford Escort                                       | Jolly Club                                        | Gr.5                                              |
| 22°                                                      | 38                                                | Ghinzani / Carminati                              | Porsche 914/6                                     | Piercarlo Ghinzani                                | GT                                                |
| 23°                                                      | 14                                                | Schön / Bianco / Gargano                          | Porsche 934                                       | Jolly Club                                        | GT                                                |
| 24°                                                      | 25                                                | Lombardi / di Gioia / Bernasconi                  | Porsche Carrera RSR                               | Michele di Gioia                                  | Gr.5                                              |
| 6 Horas de Vallelunga 04/04/1976 Autódromo de Vallelunga |                                                   |                                                   |                                                   |                                                   |                                                   |
| Pos                                                      | N°                                                | Piloto                                            | Auto                                              | Equipo                                            | Clase                                             |
| 1°                                                       | 1                                                 | Ickx / Mass                                       | Porsche 935                                       | Martini Racing                                    | Gr.5                                              |
| 2°                                                       | 5                                                 | Posey / Grohs / de Fierlant                       | BMW 3.5 CSL                                       | Faltz Alpina                                      | Gr.5                                              |
| 3°                                                       | 23                                                | Leim / Simonsen                                   | Porsche Carrera RSR                               | Kenneth Leim                                      | Gr.5                                              |
| 4°                                                       | 4                                                 | Fitzpatrick / Walkinshaw                          | BMW 3.5 CSL                                       | Hermetite BMW                                     | Gr.5                                              |
| 5°                                                       | 12                                                | Schön / Tommasi / Bianco                          | Porsche 934                                       | Jolly Club                                        | GT                                                |
| 6°                                                       | 29                                                | di Gioia / Bernasconi                             | Porsche Carrera RSR                               | Michele di Gioia                                  | Gr.5                                              |
| 7°                                                       | 9                                                 | Gottifredi / Capra / Parpinelli                   | Porsche 934                                       | Scuderia Brescia Corse                            | GT                                                |
| 8°                                                       | 24                                                | Ricci / Zorzi                                     | Lancia Stratos H.F.                               | Jolly Club                                        | GT                                                |
| 9°                                                       | 11                                                | Micangeli / Pietromarchi / Radicella              | De Tomaso Pantera                                 | Scuderia Brescia Corse                            | Gr.5                                              |
| 10°                                                      | 14                                                | Bernabei / Picchi                                 | Porsche Carrera RSR                               | Gelo Racing                                       | Gr.5                                              |
| 11°                                                      | 36                                                | D'Amore / Camathias / Finotto                     | Ford Escort RS 2000 BDG                           | Jolly Club                                        | Gr.5                                              |
| 12°                                                      | 34                                                | Ruoso / "Pal Joe"                                 | Ford Escort RS 2000                               | Mario Ruoso                                       | Gr.5                                              |
| 13°                                                      | 25                                                | Radicella / Nataloni                              | Porsche Carrera RSR                               | Scuderia Brescia Corse                            | Gr.5                                              |
| 14°                                                      | 8                                                 | Striebig / Verney                                 | Porsche 934                                       | Louis Meznarie                                    | GT                                                |
| 15°                                                      | 21                                                | Brambilla / Facetti                               | Lancia Stratos Turbo                              | Lancia Corse                                      | Gr.5                                              |
| 16°                                                      | 2                                                 | Quester / Krebs                                   | BMW 3.5 CSL                                       | Schnitzer                                         | Gr.5                                              |
| 17°                                                      | 7                                                 | Kinnunen / Evertz                                 | Porsche 934                                       | Egon Evertz K.G.                                  | GT                                                |
| 18°                                                      | 33                                                | Turizio / Ricci / Nappi                           | BMW 2002 Ti                                       | Ciro Nappi                                        | Gr.5                                              |
| 19°                                                      | 27                                                | Pelit / Schön                                     | Porsche Carrera RSR                               | Jolly Club                                        | Gr.5                                              |
| 20°                                                      | 3                                                 | Heyer / Wollek                                    | Porsche 935                                       | Porsche Kremer Racing                             | Gr.5                                              |
| 21°                                                      | 35                                                | Giorgio / Turizio / Nappi                         | Ford Escort BDG                                   | Vesuvio                                           | Gr.5                                              |
| 22°                                                      | 32                                                | Grano / Finotto                                   | Ford Escort Mk II BDG                             | Jolly Club                                        | Gr.5                                              |
| 23°                                                      | 31                                                | Francisci / Gellini                               | Alfa Romeo GTA                                    | Claudio Francisci                                 | Gr.5                                              |
| 24°                                                      | 15                                                | "Spiffero" / Nardini                              | De Tomaso Pantera                                 | "Spiffero"                                        | GT                                                |
| 6 Horas de Silverstone 09/05/1976 Silverstone            |                                                   |                                                   |                                                   |                                                   |                                                   |
| Pos                                                      | N°                                                | Piloto                                            | Auto                                              | Equipo                                            | Clase                                             |
| 1°                                                       | 4                                                 | Fitzpatrick / Walkinshaw                          | BMW 3.5 CSL                                       | Hermetite BMW                                     | Gr.5                                              |
| 2°                                                       | 10                                                | Wollek / Heyer                                    | Porsche 935                                       | Porsche Kremer Racing                             | Gr.5                                              |
| 3°                                                       | 16                                                | Kinnunen / Evertz                                 | Porsche 934/5                                     | Egon Evertz                                       | Gr.5                                              |
| 4°                                                       | 3                                                 | de Fierlant / Grohs                               | BMW 3.5 CSL                                       | Alpina Faltz                                      | Gr.5                                              |
| 5°                                                       | 25                                                | Lombardi / Martin                                 | Porsche 934                                       | Egon Evertz                                       | GT                                                |
| 6°                                                       | 54                                                | Grano / Finotto                                   | Ford Escort                                       | Jolly Club                                        | Gr.5                                              |
| 7°                                                       | 31                                                | Simonsen / Leim                                   | Porsche Carrera RSR                               | Kenneth Leim                                      | GT                                                |
| 8°                                                       | 24                                                | Worthington / Neville                             | MGB GT V8                                         | Bob Neville                                       | Gr.5                                              |
| 9°                                                       | 58                                                | Brennan / Collier                                 | Ford Escort RS2000                                | Tony Brennan                                      | T                                                 |
| 10°                                                      | 9                                                 | Ickx / Mass                                       | Porsche 935                                       | Martini Racing                                    | Gr.5                                              |
| 11°                                                      | 57                                                | Mandron / Coffey                                  | Ford Escort RS 2000                               | Ken Coffey                                        | T                                                 |
| 12°                                                      | 2                                                 | Quester / Krebs                                   | BMW 3.5 CSL                                       | Schnitzer                                         | Gr.5                                              |
| 13°                                                      | 37                                                | Cooper / Faure                                    | Porsche Carrera RSR                               | John Cooper                                       | GT                                                |
| 14°                                                      | 15                                                | Striebig / Chasseuil / Verney                     | Porsche 934                                       | Louis Meznarie                                    | GT                                                |
| 15°                                                      | 51                                                | Schurti / Frey / Keller                           | Toyota Celica                                     | Toyota Switzerland                                | T                                                 |
| 16°                                                      | 22                                                | Wisell / Graham                                   | Chevrolet Camaro                                  | Zip-Up Racing Team                                | Gr.5                                              |
| 17°                                                      | 1                                                 | Peterson / Nilsson                                | BMW 3.2 CSL Turbo                                 | BMW Motorsport GmbH                               | Gr.5                                              |
| 1000 Kilómetros de Nürburgring 30/05/1976 Nürburgring    |                                                   |                                                   |                                                   |                                                   |                                                   |
| Pos                                                      | N°                                                | Piloto                                            | Auto                                              | Equipo                                            | Clase                                             |
| 1°                                                       | 7                                                 | Quester / Krebs                                   | BMW 3.5 CSL                                       | Memphis Team International - BMW Schnitzer        | Gr.5+3.0                                          |
| 2°                                                       | 6                                                 | Hezemans / Schenken                               | Porsche 934/5                                     | Gelo Racing Team                                  | Gr.5+3.0                                          |
| 3°                                                       | 25                                                | Stenzel / Kelleners / Bell                        | Porsche 934                                       | Jägermeister Max Moritz Team                      | GT+3.0                                            |
| 4°                                                       | 5                                                 | Haldi / Hotz                                      | Porsche 934/5                                     | GVEA                                              | Gr.5+3.0                                          |
| 5°                                                       | 3                                                 | van Lennep / Bertrams                             | Porsche 934/5                                     | Kannacher GT Racing                               | Gr.5+3.0                                          |
| 6°                                                       | 26                                                | Bross / Sindel                                    | Porsche 934                                       | Valvoline Deutschland                             | GT+3.0                                            |
| 7°                                                       | 33                                                | Schimpf / Dören                                   | Porsche Carrera RSR                               | Jägermeister Max Moritz Team                      | Gr.5 3.0                                          |
| 8°                                                       | 32                                                | Neuhaus / Barth                                   | Porsche Carrera RSR                               | Joseph Brambring                                  | Gr.5 3.0                                          |
| 9°                                                       | 35                                                | Asselborn / Römer                                 | Porsche Carrera RSR                               | Heinzmann-Rennfeuerschutz-Racing-Team             | Gr.5 3.0                                          |
| 10°                                                      | 24                                                | Bell / Steckkönig / Kelleners / Stenzel           | Porsche 934                                       | Jägermeister Max Moritz Team                      | GT+3.0                                            |
| 11°                                                      | 8                                                 | Fitzpatrick / Walkinshaw                          | BMW 3.5 CSL                                       | Hermetite Racing International                    | Gr.5+3.0                                          |
| 12°                                                      | 43                                                | Zbinden / Kofel                                   | Porsche Carrera RS                                | Scuderia Basilea                                  | T/GT3.0                                           |
| 13°                                                      | 56                                                | Denzel / Neumann                                  | BMW 2002 TII                                      | Memphis Team International - BMW Schnitzer        | Gr.5 2.0                                          |
| 14°                                                      | 41                                                | Freiberger / Konrad                               | Porsche Carrera RS                                | Heinzmann-Rennfeuerschutz-Racing-Team             | T/GT3.0                                           |
| 15°                                                      | 44                                                | Schornstein / von Tschirnhaus                     | Porsche Carrera RS                                | Dieter Schornstein                                | T/GT3.0                                           |
| 16°                                                      | 28                                                | Drees / Kauwertz                                  | Porsche 934                                       | Klaus Drees                                       | GT+3.0                                            |
| 17°                                                      | 11                                                | Capra / Gottifredi / Parpinelli                   | Porsche 934                                       | Scuderia Brescia Corse                            | Gr.5+3.0                                          |
| 18°                                                      | 42                                                | Fischhaber / Österreich                           | Porsche Carrera RS                                | Toni Fischhaber                                   | T/GT3.0                                           |
| 19°                                                      | 27                                                | Rieder / Hoier                                    | Porsche 934                                       | Automobil-Club 1927 Mayen e.V. im ADAC            | GT+3.0                                            |
| 20°                                                      | 64                                                | Zweibäumer / Ernst                                | BMW 2002 TI                                       | Valvoline Deutschland - Auto-Budde-Racing         | T2.0                                              |
| 21°                                                      | 36                                                | Frisori / Moncini                                 | Porsche Carrera RSR                               | Scuderia Brescia Corse                            | Gr.5 3.0                                          |
| 22°                                                      | 14                                                | Micangeli / Pietromarchi                          | De Tomaso Pantera                                 | Scuderia Brescia Corse                            | Gr.5+3.0                                          |
| 23°                                                      | 55                                                | Kuhlmann / Gunetsreiner                           | BMW 2002 TI                                       | Alpina-Faltz-Essen                                | Gr.5 2.0                                          |
| 24°                                                      | 63                                                | Dimmendaal / Prentzel                             | BMW 2002 TI                                       | Franz Prentzel                                    | T2.0                                              |
| 25°                                                      | 47                                                | Auer / Auer                                       | Opel Commodore GS/E                               | VSA München                                       | T/GT3.0                                           |
| 26°                                                      | 65                                                | Kossak / Stockhausen                              | BMW 2002 TI                                       | Team Europa-Möbel                                 | T2.0                                              |
| 27°                                                      | 70                                                | Bieler / Arlt                                     | Volkswagen Scirocco                               | Hagen Artl                                        | T2.0                                              |
| 28°                                                      | 23                                                | Lombardi / Martin / Evertz                        | Porsche 934                                       | Egon Evertz KG, Sollingen                         | GT+3.0                                            |
| 29°                                                      | 9                                                 | Peltier / Grohs / de Fierlant                     | BMW 3.5 CSL                                       | Alpina-Faltz-Essen                                | Gr.5+3.0                                          |
| 30°                                                      | 52                                                | Grano / Finotto                                   | Ford Escort RS 2000 BDG                           | Castrol-Team Zakspeed                             | Gr.5 2.0                                          |
| 31°                                                      | 72                                                | Mohr / Dahlhäuser                                 | Volkswagen Scirocco                               | Dipl.-G. Oettinger                                | T2.0                                              |
| 32°                                                      | 61                                                | Ochs / Heinse                                     | BMW 2002 TI                                       | Alpina-Faltz-Essen                                | T2.0                                              |
| 33°                                                      | 48                                                | Döring / Dötsch                                   | Ford Capri RS 3000                                | KWS-Autotechnik-Team                              | T/GT3.0                                           |
| 34°                                                      | 62                                                | Hegels / Rummel                                   | BMW 2002 TI                                       | Dieter Hegels                                     | T2.0                                              |
| 35°                                                      | 15                                                | Cancian / Verkühlen / Theissen                    | BMW 3.5 CSL                                       | Graziano Cancian                                  | Gr.5+3.0                                          |
| 36°                                                      | 2                                                 | Wollek / Heyer                                    | Porsche 935                                       | Vaillant Kremer Team                              | Gr.5+3.0                                          |
| 37°                                                      | 34                                                | Larsson / Simonsen / Leim                         | Porsche Carrera RSR                               | Team Västkuststugan Schweden                      | Gr.5 3.0                                          |
| 38°                                                      | 4                                                 | Kinnunen / Evertz                                 | Porsche 934/5                                     | Egon Evertz KG, Sollingen                         | Gr.5+3.0                                          |
| 39°                                                      | 1                                                 | Stommelen / Schurti                               | Porsche 935                                       | Martini Racing Porsche System                     | Gr.5+3.0                                          |
| 40°                                                      | 67                                                | Bauer / Willke                                    | Ford Escort RS 2000                               | KWS-Autotechnik-Team                              | T2.0                                              |
| 41°                                                      | 51                                                | Müller / Hennige / Ludwig / Müller                | Ford Escort RS 2000 BDG                           | Castrol-Team Zakspeed                             | Gr.5 2.0                                          |
| 42°                                                      | 46                                                | Utz / Krumm                                       | Porsche Carrera RS                                | Hahn-Sportwagen GmbH                              | T/GT3.0                                           |
| 43°                                                      | 22                                                | Schickentanz / Müller                             | Porsche 934                                       | Tebernum Racing Georg Loos KG                     | GT+3.0                                            |
| 44°                                                      | 10                                                | Zanuso / Leder                                    | Porsche 934                                       | NAC Hamburg                                       | Gr.5+3.0                                          |
| 1000 Kilómetros de Zeltweg 27/06/1976 Zeltweg Airfield   |                                                   |                                                   |                                                   |                                                   |                                                   |
| Pos                                                      | N°                                                | Piloto                                            | Auto                                              | Equipo                                            | Clase                                             |
| 1°                                                       | 12                                                | Quester / Nilsson                                 | BMW 3.5 CSL                                       | Schnitzer BMW                                     | Gr.5                                              |
| 2°                                                       | 14                                                | Fitzpatrick / Walkinshaw                          | BMW 3.5 CSL                                       | Hermetite BMW                                     | Gr.5                                              |
| 3°                                                       | 5                                                 | Haldi / Zbinden                                   | Porsche 934                                       | GVEA                                              | GT                                                |
| 4°                                                       | 2                                                 | Bell / Schuppan                                   | Porsche 935                                       | Porsche Kremer Racing                             | Gr.5                                              |
| 5°                                                       | 10                                                | Capra / Gottifredi                                | Porsche 934/5                                     | Gabriele Gottifredi                               | Gr.5                                              |
| 6°                                                       | 31                                                | Neumann / Hufstadt                                | BMW 2002 TII                                      | Schnitzer BMW                                     | Gr.5                                              |
| 7°                                                       | 35                                                | Parpinelli / "Tormene"                            | Porsche Carrera RSR                               | Scuderia Brescia Corse                            | Gr.5                                              |
| 8°                                                       | 11                                                | Micangeli / Pietromarchi                          | De Tomaso Pantera                                 | Scuderia Brescia Corse                            | Gr.5                                              |
| 9°                                                       | 6                                                 | Sindel / Steckkönig                               | Porsche 934/5                                     | Valvoline Deutschland                             | Gr.5                                              |
| 10°                                                      | 9                                                 | Frisori / Moncini                                 | Porsche 934/5                                     | Jolly Club                                        | Gr.5                                              |
| 11°                                                      | 4                                                 | Schmid / Oppitzhauser                             | Porsche 934                                       | Egon Evertz KG                                    | GT                                                |
| 12°                                                      | 17                                                | "Kabibo" / Dazzan                                 | De Tomaso Pantera                                 | Scuderia Brescia Corse                            | ser.GT                                            |
| 13°                                                      | 3                                                 | Kinnunen / Schurti / Evertz                       | Porsche 934/5 2.8                                 | Egon Evertz KG                                    | Gr.5                                              |
| 14°                                                      | 26                                                | Simonsen / Leim                                   | Porsche Carrera RSR                               | Kenneth Leim                                      | Gr.5                                              |
| 15°                                                      | 1                                                 | Ickx / Schurti                                    | Porsche 935                                       | Martini Racing                                    | Gr.5                                              |
| 16°                                                      | 33                                                | Grano / Finotto                                   | Ford Escort RS 2000 Mk II                         | Jolly Club                                        | Gr.5                                              |
| 17°                                                      | 18                                                | "Willer" / Polese                                 | De Tomaso Pantera                                 | "Willer"                                          | ser.GT                                            |
| 18°                                                      | 15                                                | Peterson / Grohs / de Fierlant                    | BMW 3.5 CSL                                       | Alpina BMW                                        | Gr.5                                              |
| 19°                                                      | 19                                                | Brock / de Saint-Pierre / "Depnic"                | BMW 3.0 CSL                                       | Team Brock                                        | Gr.5                                              |
| 20°                                                      | 16                                                | Cancian / Theissen / Verkühlen                    | BMW 3.0 CSL                                       | Graziano Cancian                                  | Gr.5                                              |
| 6 Horas de Watkins Glen 10/07/1976 Watkins Glen          |                                                   |                                                   |                                                   |                                                   |                                                   |
| Pos                                                      | N°                                                | Piloto                                            | Auto                                              | Equipo                                            | Clase                                             |
| 1°                                                       | 4                                                 | Stommelen / Schurti                               | Porsche 935                                       | Martini Racing                                    | Gr.5                                              |
| 2°                                                       | 6                                                 | Kinnunen / Hezemans / Evertz                      | Porsche 934/5 2.8                                 | Egon Evertz K.G.                                  | Gr.5                                              |
| 3°                                                       | 2                                                 | Mass / Ickx                                       | Porsche 935                                       | Martini Racing                                    | Gr.5                                              |
| 4°                                                       | 59                                                | Gregg / Haywood                                   | BMW 3.5 CSL                                       | Brumos Kendall                                    | Gr.5                                              |
| 5°                                                       | 10                                                | Quester / Peterson                                | BMW 3.5 CSL                                       | Schnitzer                                         | Gr.5                                              |
| 6°                                                       | 3                                                 | Graves / Helmick / O'Steen                        | Porsche Carrera RSR                               | Ecurie Escargot                                   | -                                                 |
| 7°                                                       | 74                                                | Heimrath / Bienvenue                              | Porsche Carrera RSR                               | Heimrath Racing                                   | -                                                 |
| 8°                                                       | 75                                                | Ridgely / Cook                                    | Porsche Carrera RSR                               | Heimrath Racing                                   | -                                                 |
| 9°                                                       | 56                                                | Hagestad / Jolly                                  | Porsche Carrera RSR                               | Bob Hagestad                                      | -                                                 |
| 10°                                                      | 39                                                | Bauer / Maas                                      | Porsche 911                                       | John Bauer                                        | GT                                                |
| 11°                                                      | 16T                                               | Follmer / Morton                                  | Porsche 934                                       | Vasek Polak Racing                                | GT                                                |
| 12°                                                      | 78                                                | Headley / Feinstein                               | Chevrolet Corvette 427                            | Babe's Garage                                     | -                                                 |
| 13°                                                      | 36                                                | Miller / Miller                                   | Porsche 934                                       | Paul Miller                                       | GT                                                |
| 14°                                                      | 72                                                | Tillson / Oest                                    | Porsche Carrera RSR                               | Mike Tillson                                      | GT                                                |
| 15°                                                      | 77                                                | Jennings / Bean                                   | Porsche 911 S                                     | Bruce Jennings                                    | GT                                                |
| 16°                                                      | 14                                                | Holbert / Busby                                   | Porsche 934                                       | Holbert/Dickinson                                 | GT                                                |
| 17°                                                      | 93                                                | Oleyar / Weiss                                    | Chevrolet Corvette 427                            | Michael Oleyar                                    | -                                                 |
| 18°                                                      | 95                                                | Frostrom / Moore                                  | Porsche Carrera RSR                               | Robert Frostrom                                   | -                                                 |
| 19°                                                      | 57                                                | Grossman / Wood                                   | Porsche 911 Carrera RSR                           | John Wood                                         | GT                                                |
| 20°                                                      | 92                                                | Orr / Carter                                      | Chevrolet Corvette 454                            | Sherrill                                          | -                                                 |
| 21°                                                      | 22                                                | Long / Jobe                                       | Chevrolet Corvette 460                            | Bandag                                            | -                                                 |
| 22°                                                      | 76                                                | Chamberlain / Shafer                              | Chevrolet Camaro 350                              | Arrow Heating Co.                                 | -                                                 |
| 23°                                                      | 90                                                | Rynone / Wiernicki / Wiernicki                    | Chevrolet Corvette 427                            | Tom Rynone                                        | -                                                 |
| 24°                                                      | 13                                                | Agor / Carter                                     | Chevrolet Monza                                   | Warren Agor                                       | -                                                 |
| 25°                                                      | 79                                                | Callas / Doran                                    | Porsche Carrera RSR                               | Michael Callas                                    | -                                                 |
| 26°                                                      | 60                                                | Brandt                                            | Chevrolet Corvette 350                            | Brant's Moving & Storage Co.                      | -                                                 |
| 27°                                                      | 7                                                 | Anderson / DeGraff                                | Chevrolet Corvette 350                            | Yankee Silicones                                  | -                                                 |
| 28°                                                      | 43                                                | Minter                                            | Volkswagen Scirocco                               | Scott Racing                                      | T                                                 |
| 29°                                                      | 42                                                | Scott                                             | Volkswagen Scirocco                               | Scott Racing                                      | T                                                 |
| 30°                                                      | 28                                                | Pirrotta                                          | Chevrolet Corvette 427                            | Hager Racing                                      | -                                                 |
| 31°                                                      | 40                                                | Kicak                                             | Chevrolet Corvette 350                            | Creative Racing                                   | -                                                 |
| 32°                                                      | 11                                                | Fitzpatrick                                       | BMW 3.5 CSL                                       | Hermetite BMW                                     | Gr.5                                              |
| 33°                                                      | 5                                                 | Gunn                                              | Porsche Carrera RSR                               | Racing Consultants                                | -                                                 |
| 6 Horas de Dijon 04/09/1976 Dijon-Prenois                |                                                   |                                                   |                                                   |                                                   |                                                   |
| Pos                                                      | N°                                                | Piloto                                            | Auto                                              | Equipo                                            | Clase                                             |
| 1°                                                       | 1                                                 | Ickx / Mass                                       | Porsche 935                                       | Martini Racing                                    | Gr.5                                              |
| 2°                                                       | 5                                                 | Wollek / Heyer                                    | Porsche 935                                       | Porsche Kremer Racing                             | Gr.5                                              |
| 3°                                                       | 3                                                 | Schurti / Stommelen                               | Porsche 935                                       | Martini Racing                                    | Gr.5                                              |
| 4°                                                       | 9                                                 | Kinnunen / Evertz                                 | Porsche 934/5 2.8                                 | Egon Evertz                                       | Gr.5                                              |
| 5°                                                       | 11                                                | Haldi / Müller                                    | Porsche 934/5                                     | Audio - Vision Rister S.A.                        | Gr.5                                              |
| 6°                                                       | 27                                                | Quester / Krebs / Peterson                        | BMW 3.5 CSL                                       | Schnitzer BMW                                     | Gr.5                                              |
| 7°                                                       | 25                                                | Fitzpatrick / Walkinshaw                          | BMW 3.5 CSL                                       | Hermetite BMW                                     | Gr.5                                              |
| 8°                                                       | 7                                                 | Barth / Jöst / Wollek                             | Porsche 934                                       | Porsche Kremer Racing                             | GT                                                |
| 9°                                                       | 23                                                | Nilsson / Grohs / Peltier                         | BMW 3.5 CSL                                       | Alpina Faltz                                      | Gr.5                                              |
| 10°                                                      | 41                                                | Sindel / Steckkönig                               | Porsche 934/5                                     | Valvoline Deutschland                             | Gr.5                                              |
| 11°                                                      | 61                                                | Ballot-Léna / Borras                              | Porsche 934                                       | Henri Cachia                                      | GT                                                |
| 12°                                                      | 65                                                | Simonsen / Leim                                   | Porsche Carrera RSR                               | Kenneth Leim                                      | Gr.5                                              |
| 13°                                                      | 15                                                | Vetsch / Chenevière                               | Porsche 934/5                                     | Schiller Racing Team                              | Gr.5                                              |
| 14°                                                      | 51                                                | Vollery / Aeschlimann / Lafosse                   | Porsche Carrera RSR                               | William Vollery/Jean-Pierre Aeschlimann           | Gr.5                                              |
| 15°                                                      | 43                                                | Bourdillat / Laplacette                           | Porsche 911 S                                     | Georges Bourdillat                                | GT                                                |
| 16°                                                      | 31                                                | Justice / Julienne / Migault                      | BMW 3.5 CSL                                       | Bourgogne                                         | Gr.5                                              |
| 17°                                                      | 49                                                | Lepri / Capra / Gottifredi                        | Porsche 934                                       | Gabriele Gottifredi                               | GT                                                |
| 18°                                                      | 47                                                | Chateau / Seban                                   | Porsche 934/5 2.8                                 | Jean-Louis Chateau                                | Gr.5                                              |
| 19°                                                      | 63                                                | Verney / Striebig                                 | Porsche Carrera RSR                               | Louis Meznarie                                    | Gr.5                                              |
| 20°                                                      | 21                                                | Peterson / Nilsson                                | BMW 3.5 CSL Turbo                                 | BMW Motorsport GmbH                               | Gr.5                                              |

## Posiciones finales
| CONSTRUCTORES SP | CONSTRUCTORES SP | CONSTRUCTORES SP |
| Pos              | Equipo           | Puntos           |
| ---------------- | ---------------- | ---------------- |
| 1°               | Porsche          | 95               |
| 2°               | BMW              | 85               |
| 3°               | De Tomaso        | 18               |
| 4°               | MG               | 6                |
| 5°               | Opel             | 4                |
| CONSTRUCTORES    |                  |                  |
| Pos              | Equipo           | Puntos           |
| 1°               | Porsche          | 95               |
| 2°               | BMW              | 85               |
| 3°               | Ford             | 8                |
| 4°               | De Tomaso        | 5                |
| 5°               | Lancia           | 3                |
| 6°               | MG               | 3                |

| Predecesor: WSC 1975 | Campeonato Mundial de Resistencia 1976 | Sucesor: WSC 1977 |

- Datos: Q2954090